# Elinborg Lützen
Elinborg Lützen (Klaksvík, 26 de julio de 1919-Tórshavn, 22 de noviembre de 1995) fue la primera artista gráfica —y durante varios años la única— de las Islas Feroe. Trabajó principalmente con linograbado y fue también conocida por sus ilustraciones de libros. Su obra aborda remas de mitología nórdica, aventura y misterio.
Elinborg fue la hija del comerciante Andrias Christian Lützen (1875-1941) y de Hanne Joline Niclasen (1884-1957). Fue la sexta de nueve hermanos, de los cuales la mayor, Marianna Matras, fue también artista.
A los 18 años de edad, se mudó a Copenhague, donde estudiaría en la Escuela de Arte y Diseño para Mujeres. En los años siguientes vivió con Sámal Joensen-Mikines, con quien se casó el 2 de diciembre de 1944. El matrimonio se disolvió en 1952. Originalmente la estancia en Copenhague estaba programada para durar hasta 1940, pero con el estallido de la Segunda Guerra Mundial fue imposible para los feroeses residentes en Dinamarca viajar a las Islas Feroe, pues éstas fueron ocupadas por el Reino Unido. Entre 1947 y 1981 residió de nuevo en Klaksvík, salvo cuando estudió en la Escuela de Arte y Artesanías de Bergen (Noruega), de 1957 a 1958. Después se mudó a Tórshavn, donde murió sin hijos en 1995.
En 1978 fue la primera mujer en recibir el premio anual al mérito del Parlamento Feroés.